# Copa Ouro Feminina de 2002
A Copa Ouro Feminina de 2002 foi a segunda edição da Copa Ouro Feminina da CONCACAF. 
Foi realizada em Seattle, nos Estados Unidos e Vancouver, no Canadá. Este torneio serviu também para determinar as selecções representantes da CONCACAF na Copa do Mundo de Futebol Feminino de 2003. 
Como as vencedoras foram os Estados Unidos, e já estavam automaticamente qualificadas como anfitriãs da Copa do Mundo, também o Canadá se apurou. As terceiro colocadas do México jogaram contra as Japonesas em dois jogos play-off de qualificação, mas não se apuraram.

## Fase de grupos

### Grupo A
| Seleção           | Pts | J | V | E | D | GP | GC |
| ----------------- | --- | - | - | - | - | -- | -- |
| Estados Unidos    | 9   | 3 | 3 | 0 | 0 | 15 | 0  |
| México            | 6   | 3 | 2 | 0 | 1 | 7  | 4  |
| Panamá            | 3   | 3 | 1 | 0 | 2 | 5  | 16 |
| Trinidad e Tobago | 0   | 3 | 0 | 0 | 3 | 2  | 9  |

| 27 de outubro | Trinidad e Tobago | 2 – 4 | Panamá |  |
|               |                   |       |        |  |

| 27 de outubro | Estados Unidos | 3 – 0 | México |  |
|               |                |       |        |  |

| 29 de outubro | Estados Unidos | 3 – 0 | Trinidad e Tobago |  |
|               |                |       |                   |  |

| 29 de outubro | México | 5 – 1 | Panamá |  |
|               |        |       |        |  |

| 2 de novembro | México | 2 – 0 | Trinidad e Tobago |  |
|               |        |       |                   |  |

| 2 de novembro | Estados Unidos | 9 – 0 | Panamá |  |
|               |                |       |        |  |

### Grupo B
| Seleção    | Pts | J | V | E | D | GP | GC |
| ---------- | --- | - | - | - | - | -- | -- |
| Canadá     | 9   | 3 | 3 | 0 | 0 | 23 | 1  |
| Costa Rica | 6   | 3 | 2 | 0 | 1 | 7  | 3  |
| Haiti      | 3   | 3 | 1 | 0 | 2 | 3  | 17 |
| Jamaica    | 0   | 3 | 0 | 0 | 3 | 1  | 13 |

| 30 de outubro | Jamaica | 0 – 2 | Costa Rica |  |
|               |         |       |            |  |

| 30 de outubro | Canadá | 11 – 1 | Haiti |  |
|               |        |        |       |  |

| 1 de novembro | Haiti | 0 – 5 | Costa Rica |  |
|               |       |       |            |  |

| 1 de novembro | Canadá | 9 – 0 | Jamaica |  |
|               |        |       |         |  |

| 3 de novembro | Jamaica | 1 – 2 | Haiti |  |
|               |         |       |       |  |

| 3 de novembro | Canadá | 3 – 0 | Costa Rica |  |
|               |        |       |            |  |

## Fases finais

### Semi-finais
| 6 de novembro | Canadá | 2 – 0 | México |  |
|               |        |       |        |  |

| 6 de novembro | Estados Unidos | 7 – 0 | Costa Rica |  |
|               |                |       |            |  |

### Terceiro lugar
| 9 de novembro | México | 4 – 1 | Costa Rica |  |
|               |        |       |            |  |

### Final
| 9 de novembro | Estados Unidos | 2 – 1 | Canadá |  |
|               |                |       |        |  |

## Premiações

### Campeã
| Vencedor                 |
| ------------------------ |
| ESTADOS UNIDOS 5º título |

## Selecções apuradas para aCopa do Mundo
- Estados Unidos
- Canadá